# دانا دیکسون
دونا دیکسون (انگلیسی: Donna Dixon؛ زادهٔ ۲۰ ژوئیهٔ ۱۹۵۷) یک هنرپیشه اهل ایالات متحده آمریکا است.

## بخشی از فیلمشناسی
از فیلم‌ها یا برنامه‌های تلویزیونی که وی در آن نقش داشته است می‌توان به آثار زیر اشاره کرد.
- منطقه گرگ و میش: فیلم (۱۹۸۳)
- جهان وین (۱۹۹۲)
- نیکسون (فیلم) (۱۹۹۵)